# Военная операция Израиля на Западном берегу (2025)
Военная операция Израиля на Западном берегу (2025), называемая в Израиле «Железная стена», — операция Израиля на Западном берегу реки Иордан против боевиков ХАМАС и союзных им вооружённых группировок. Операция изначально была нацелена на борьбу с боевиками в Дженине, а вскоре распространилась и на другие города. В ней также приняли участие силы безопасности Палестинской администрации (ПА).

## Цели
Премьер-министр Израиля Биньямин Нетаньяху объявил, что операция была начата «по указанию кабинета безопасности» и проводится подразделениями Армии обороны Израиля, Шин-бет и израильской полиции с целью «укрепления безопасности в Иудее и Самарии». Операцию связывают с деятельностью Ирана во время войны на Ближнем Востоке (с 2023) над усилением террористических ячеек и дестабилизацией Западного берега. Нетаньяху добавил, что Израиль продолжит «решительные действия против иранской оси, где бы она ни простиралась — в Газе, Ливане, Сирии, Йемене, Иудее и Самарии».

## Ход событий
Операция «Железная стена» началась 21 января 2025 года. Израильские силы атаковали с воздуха и с земли укрытия боевиков в Дженине и его окрестностях. Всего в районе было убито не менее 15 боевиков, включая двух террористов, ответственных за убийство евреев в деревне аль-Фундук, совершённое 6 января. Были арестованы свыше 30 разыскиваемых лиц, а также изъято большое количество оружия и боеприпасов. 27 января операция была расширена на Тулькарм, где был убит авиаударом лидер местной ячейки ХАМАС. По палестинским данным, был также нанесён авиаудар по машине, в результате которого погибло двое. Израильские силы идентифицировали и нейтрализовали беспилотник со взрывчаткой вблизи поселения Ицхар, предположительно, запущенный из палестинской деревни Мадама. Параллельно, по сообщениям палестинских источников, силы безопасности ПА провели серию арестов в Дженине и его окрестностях, в том числе, командира батальона «Наблус» (входящего в Бригады мучеников Аль-Аксы), а также командира и спикера батальона «Дженин».
В течение следующей недели израильские силы безопасности продолжали операцию в районах Дженина и Тулькарма, расширив её на города Тубас и Тамун. Количество убитых с 21 января боевиков возросло до 50, количество задержанных разыскиваемых лиц — до 100. Были обезврежены сотни взрывных устройств, а также лаборатории по изготовлению бомб и обширные арсеналы оружия. Также был уничтожен ряд зданий, использовавшихся в качестве террористических объектов. ХАМАС, Палестинский исламский джихад и Бригады мучеников Аль-Аксы подвердили потери среди своих боевиков. Во время столкновений в Дженине погиб израильский солдат. 4 февраля 2025 года палестинский боевик открыл огонь по израильским военным около контрольно-пропускного пункта Тайасир, убив двух солдат и ранив ещё пятерых; нападавший был застрелен. Силы безопасности ПА параллельно провели аресты ряда боевиков в Тамуне, Тубасе, Дженине и лагере беженцев Дженин, а также нейтрализовали самодельные взрывные устройства, подготовленные боевиками для использования против израильских сил.
9 февраля действия израильских сил безопасности также распространились на лагерь беженцев Нур-Шамс. Параллельно в лагере беженцев Дженин израильскими силами был задержан командир ХАМАС, планировавший теракты. Силы безопасности ПА, в свою очередь, также арестовали двух боевиков в Дженине и его окрестностях. 16 февраля, по палестинским данным, израильские силы произвели рейд в районе Аль-Иссавия. 
20 февраля три пустых израильских автобуса взорвались в Бат-Яме, к югу от Тель-Авива; никто не пострадал. Начальник израильской полиции Хаим Саргароф заявил, что устройства, использованные для взрывов, были похожи на те, что применяли боевики на Западном берегу. На одном из неразорвавшихся устройств было написано «Месть от Тулкарма». Бригада «Тулкарм» опубликовала заявление, в котором говорилось: «Месть за погибших не будет забыта, пока оккупант сидит на нашей земле», но не взяла на себя ответственность за нападение. Служба общей безопасности Израиля заявила, что нападение было организовано Ираном и осуществлено ХАМАС. 21 февраля премьер-министр Биньямин Нетаньяху приказал усилить операцию на Западном берегу, и Армия обороны Израиля заявила, что направит ещё три батальона. 23 февраля АОИ направила в Дженин три танка из 188-й бронетанковой бригады.

## Реакция
- ООН в лице генерального секретаря Антониу Гутерриша призвала к «максимальной сдержанности»[16].
- Франция выразила обеспокоенность по поводу операции и призвала Израиль к сдержанности[17].
- Иордания заявила, что ситуация опасна и что «всему миру необходимо внимательно изучить то, что происходит, и <…> мы должны работать над предотвращением взрыва на Западном берегу»[18].
- ПНА, несмотря на своё фактическое участие в конфликте на стороне Израиля, обвинила его в попытке постепенной аннексии Западного берега[19].
- ХАМАС призвал к борьбе с израильской армией и осудил участие Палестинской автономии в рейде, заявив, что координация её действий с Израилем в сфере безопасности «достигла катастрофического уровня»[20].

## Анализ
Глава Фонда защиты демократий Марк Дубовиц прокомментировал: «Израиль применяет самый важный урок от 7 октября: никогда не позволяйте врагу наращивать возможности, необходимые для нанесения катастрофического ущерба. Иран вкладывает ресурсы в подпитку терроризма на Западном берегу, угроза, которая ещё больше обострится в ближайшие недели, поскольку палестинские террористы, освобожденные из израильских тюрем в рамках прекращения огня в секторе Газа, вернутся в этот район». Исследователь Сет Францман отметил: «за последние два года попытки контрабанды, поддерживаемые Ираном, привели к тому, что большое количество оружия попало к террористам в такие места, как Дженин. Эти террористические группы также всё чаще используют взрывные устройства <…> Это требует усиления операций, чтобы не допустить превращения террористами таких районов, как Дженин, в новую угрозу типа Газы».
Полковник запаса Армии обороны Израиля Михаэль Мильштейн, глава Форума палестинских исследований в Центре ближневосточных и африканских исследований имени Моше Даяна при Тель-Авивском университете, сказал, что события в Дженине — это просто ещё один пример типичного рейда Армии обороны Израиля на Западном берегу, который длится несколько дней и заканчивается отступлением. Мильштейн утверждает, что подобные рейды стали повторяющимися и неэффективными, лишь наносящими ущерб инфраструктуре боевиков, и что в Дженине можно ожидать аналогичного результата.
28 января 2025 года в статье, опубликованной Янивом Кубовичем в газете «Гаарец», утверждалось, что «Бригады Дженина» (называемые «батальоном ХАМАС в лагере беженцев») на самом деле не существуют и являются израильским изобретением, призванным связать рейд в Дженине с войной в Газе. В статье говорится, что единственные так называемые боевики в Дженине — это «молодые преступники, которые... получали по несколько сотен долларов за то, что стреляли по войскам Армии обороны Израиля», и приводится цитата неназванного командира бригады Менаше, который признал, что на самом деле никакого «батальона» не было. Это утверждение противоречит многочисленным упоминаниям о «Бригадах Дженина» в различных источниках с момента их основания в 2021 году.

### Комментарии
1. ↑  ХАМАС признан террористической организацией в ЕС, Австралии, Аргентине, Великобритании, Израиле, Канаде, Новой Зеландии, Парагвае, США и Японии. Его деятельность также запрещена в Иордании.
2. ↑  Бригады мучеников Аль-Аксы, боевое крыло ФАТХ, признаны террористической организацией в ЕС, Австралии, Великобритании, Израиле, Канаде, Новой Зеландии, США и Японии.
3. ↑  Палестинский исламский джихад признан террористической организацией в ЕС, Австралии, Великобритании, Израиле, Канаде, Новой Зеландии, США и Японии.